# 野茄
野茄（学名：Solanum coagulans）为茄科茄属下的一个种。

## 扩展阅读
- 維基物種上的相關：野茄